# Cantón de Crémieu
El cantón de Crémieu era una división administrativa francesa, que estaba situada en el departamento de Isère y la región de Ródano-Alpes.

## Composición
El cantón estaba formado por veinticinco comunas:
- Annoisin-Chatelans
- Chamagnieu
- Chozeau
- Crémieu
- Dizimieu
- Frontonas
- Hières-sur-Amby
- La Balme-les-Grottes
- Leyrieu
- Moras
- Optevoz
- Panossas
- Parmilieu
- Saint-Baudille-de-la-Tour
- Saint-Hilaire-de-Brens
- Saint-Romain-de-Jalionas
- Siccieu-Saint-Julien-et-Carisieu
- Soleymieu
- Tignieu-Jameyzieu
- Trept
- Vénérieu
- Vernas
- Vertrieu
- Veyssilieu
- Villemoirieu

## Supresión del cantón de Crémieu
En aplicación del Decreto nº 2014-180 de 18 de febrero de 2014, el cantón de Crémieu fue suprimido el 22 de marzo de 2015 y sus 25 comunas pasaron a formar parte; dieciocho del nuevo cantón de Charvieu-Chavagneux, cinco del nuevo cantón de Morestel y dos del nuevo cantón de La Verpillière.